# كيزو يامادا
كيزو يامادا (باليابانية: 山田敬蔵؛ بالكانا: やまだ けいぞう) هو منافس ألعاب قوى ياباني، ولد في 30 نوفمبر 1927 في أوداته في اليابان.

## وصلات خارجية
- كيزو يامادا على موقع اللجنة الأولمبية الدولية (الإنجليزية)
- كيزو يامادا على موقع أوليمبيديا (الإنجليزية)